# Fritz Zwicky
Fritz Zwicky ( Várna, 1898. február 14. – Pasadena, 1974. február 8.) svájci csillagász, egyik kutatási területe az extragalaktikus csillagászat. A galaxishalmazok dinamikai vizsgálatából bizonyos láthatatlan anyag (mai elnevezéssel sötét anyag) létezésére következtetett.

## Élete
Fritz Zwicky Bulgáriában, Várnában született, svájci apától. 1942-ben lett a Caltech professzora. Munkássága nagy részét ezen az egyetemen töltötte.

## Munkássága
Ő tekinthető Walter Baadéval együtt a szupernóva kutatás úttörőjének.
Vizsgálta a galaxisok galaxishalmazokon belüli mozgását. 
Ebből már 1937-ben az ún. sötét anyag létezésére következtetett.